# 劉康 (香港)

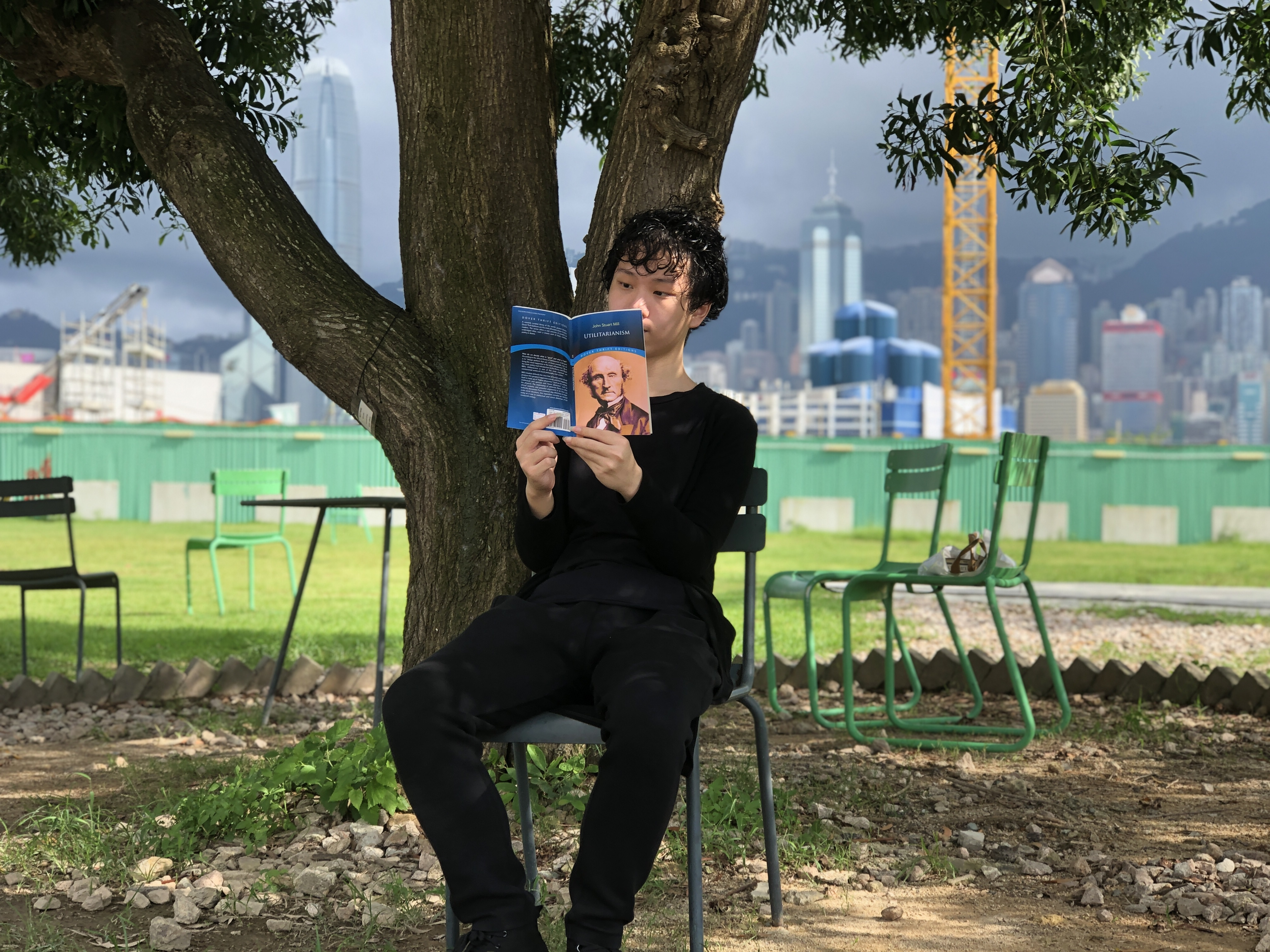
劉康閱讀約翰·米爾的《效益主義》

劉康（2001年10月10日—），香港獨派社運人士、效益主義者、作家、時事評論員、現任香港效益主義黨主席、「劉康出版社」創辦者、前《明報》校園記者。劉康時就時事發表意見，其文章見於香港獨立媒體、立場新聞、本土新聞與眾新聞等媒體。2017年，他與時任行政長官林鄭月娥合照時，展示「香港獨立」標語，抗議香港政府不斷打壓獨立運動及言論自由。同年，於金鐘的連儂牆被警察拘捕，引發「BB彈槍案」。2019年，劉康出版書籍《輕論時政》。
2020年，劉康流亡英國，並因涉嫌違反《港區國安法》中的煽动分裂国家、勾结外国或境外势力危害国家安全，而被香港警方通緝。

## 生平
2001年10月10日，劉康生於香港西營盤贊育醫院。劉康中學就讀於葵涌循道中學，畢業後入讀香港公開大學。2014年雨傘革命，令劉康開始關心公共事務，並且支持在香港實行民主制。2016年新東補選時本土思潮興起，啟發劉康主張香港獨立。2017年11月16日，劉康與香港行政長官林鄭月娥合照時，高舉「香港獨立」標語，抗議香港政府不斷打壓獨立運動及言論自由。2017年，劉康在與林鄭月娥合照時舉香港獨立，及後被香港警察拘捕，翌年被控告。2019年6月29日，劉康成立香港效益主義黨。2019年8月，劉康出版書籍《輕論時政》。2020年，劉康在香港國安法公佈前夕前往英國，後被香港政府以違反國安法為名通緝。2024年，劉康獲牛津大學錄取，取得獎學金，修讀神學及哲學。

### 十七歲出版書籍

劉康手持其書籍《輕論時政》

2019年8月，劉康在17歲成立「劉康出版社」，並出版新書《輕論時政》。這書收輯劉康刊登在不同媒體（包括本土新聞、香港獨立媒體、立場新聞、眾新聞）的時事評論文章。林榮基、黃之鋒、黃子悅、鄺頌晴與陳樂行，皆有替劉康撰寫推薦序。

## 事件

#### 在和行政長官合照時高舉香港獨立標語
2017年11月16日，於第21屆明報校園記者開學禮之合照環節中，劉康於行政長官林鄭月娥後方，高舉「香港獨立」標語，抗議香港政府不斷打壓獨立運動及言論自由。
事後，葵涌循道中學校方警告劉康，並要求見家長，又表明，若再次於林鄭月娥後方，舉「香港獨立」標語，就會記過。
劉康認為，示威是應有的表達權利，不認為當日抗議港府是有錯，並對校方感到不滿。劉表示，不會怕被打壓而放棄示威權，並計劃於11月24日於葵涌循道中學校外，派發宣傳香港獨立之單張。
11月24日，香港民族陣綫及學生動源於葵涌循道中學外，聲援劉康，並批評校方政治打壓，干預言論自由。同時，校方就以所謂安全理由，超過2小時不讓劉康離開學校。劉康批評，校方做法不合理。而劉康於此日仍有與一些人在學校門口抗議校方。抗議完之後，校方就沒有再打壓劉康的言論自由。
2018年11月28日，劉康發表文章，回顧此事，題為〈面對不義校方就要反抗〉，鼓勵學生「面對不義校方就要反抗」。

#### 涉藏有BB彈槍被捕
2017年12月，親中人士在香港立法會提出修改議事規則期間，劉康在立法會附近的連儂牆因藏有未組裝完成，也未上槍匣的BB彈槍被捕。事後2018年4月，劉康被控告一項藏有仿製火器罪，劉康堅決否認控罪，於同年8月22日初審遭誤判罪名「成立」，還押於壁屋懲教所至9月12日，以索閱感化、勞教中心、教導所、青少年罪犯評審委員會報告。劉康透過律師表示，這次是因政治理念而受到違反社會契約的政府打壓。到庭旁聽的青年新政召集人、前立法會議員梁頌恆表示，對裁判結果感到失望，一名16歲的中學生帶着「BB彈槍」竟然被控告仿製火器罪名，質疑全香港的中學生也有機會因此被定罪。案件定於9月12日判刑。裁判法院判處他18個月感化令，並需參與小組計劃活動和心理輔導。2019年6月4日，劉康不服定罪，提出上訴。7月4日，高等法院裁定劉康上訴得直，撤銷定罪及刑罰。劉康歡迎此一「正確裁決」，並批抨檢控明顯是出於政治打壓，是濫控。法官更在判詞批評原審裁判書的表達「令人不安」，定罪裁決「難言穩妥」。
律政司其後向法庭申請重審此案件， 而劉康則斥律政司「死纏爛打」，荒謬地申請重審，並認為律政司是出於他支持自由、民主和獨立而政治打壓他。高等法院在8月28日頒下判辭，拒絕律政司申請，因顧及公義及平衡公眾與劉康的利益，並且涉案BB彈槍只不過是可以在玩具店以數十元買到。

#### 成立香港效益主義黨
2019年6月29日，劉康成立香港效益主義黨，並擔任黨主席。劉康主張效益主義為道德基礎：「效益就是受牽涉者的幸福。任何道德句子，都可以邏輯等值轉換成經驗句子。任何事如果傾向於令受牽涉者幸福，就是對。任何事如果傾向於令受牽涉者痛苦，就是錯。」劉康指出，自由、民主與獨立都是符合效益。劉康不滿政府的政策違反效益，令香港人陷於痛苦。劉康表示，成立效益主義黨是為了弘揚效益主義。

#### 流亡英國
2020年6日下旬，因認為《港區國安法》實施後會受政治迫害，劉康抵達英國尋求政治庇護。他透露，現時獲英國政府支持，包括提供住宿和三餐，人身安全有保障。他指，自己在英國獲鄭文傑等人成立的避風驛協助，包括如何申請政治庇護程序、律師支援等，現時政治庇護申請仍有待審批，希望日後可在英國繼續讀書，亦不打算放棄政治主張。

#### 被香港警方通缉
2020年7月31日，刘康与罗冠聪、郑文杰、朱牧民、黄台仰、陈家驹、六人因为煽动分裂国家、勾结外国或境外势力危害国家安全，涉嫌违反港区国安法而被香港警方通缉。

### 请求韩国暂停与香港及中国的引渡协议
2020年9月18日，刘康与鄭文傑联名去信韩国外交部部长康京和，表示韓國作為自由世界重要的一員，请求韩国暂停与香港及中国的引渡协议。

## 著作
- 《輕論時政》，香港：劉康出版社，2019年（ISBN 978-988-79954-0-1）[8]
- 〈流利翻譯原則〉，《劉康論刊》，1 (1): 15-58, ISSN 2755-1636。
- "Applicability of the Laws of Thought", Honcques Laus's Review, 1 (1): 4-14, ISSN 2755-1636。

### 譯作
- John Stuart Mill，《講自由》（倫敦：劉康出版社，2022年），ISBN 978-1-7397285-6-4。